# Javier Albalá
Javier Albalá (Ginebra, Suïssa, 5 d'abril de 1969) és un actor espanyol.

## Biografia
Va estudiar amb Martin Adjemián, Judith Wayner i Juan Carlos Corazza. Va participar en diversos curtmetratges, passant-se després al llargmetratge i a les sèries de televisió. L'any 2011 va obtenir el Premi Unión de Actores al millor actor protagonista de televisió per la seva actuació durant el 2010 en la sèrie Pelotas.

## Filmografia

### Cinema
- El laberinto griego (1993)
- Morirás en Chafarinas (1995)
- Razones sentimentales (1996)
- Más que amor, frenesí (1996)
- El ángel de la guarda (1996)
- Chevrolet (1997)
- Quince (1998), dir: Francisco Rodríguez.
- Blanca Madison (1998)
- Cascabel (1999)
- Segunda piel (1999)
- Todo me pasa a mí (2000)
- Los aficionados (2000)
- El último cuento (2001)
- La caída del imperio (2001)
- Entre abril y julio (2002)
- Muertos comunes (2004)
- Síndrome (2005)
- Real, la película (2005)
- Las locuras de Don Quijote (2006)
- Mujeres en el parque (2007)
- El último fin de semana (2011)
- Call TV (2017)
- 75 días (2018)

### Televisió
- Raquel busca su sitio (TVE, 2000 - 2001)
- Abogados (2001)
- SMS (Sin miedo a soñar) (La Sexta, 2006)
- Cuéntame cómo pasó
- Pelotas (TVE 1, 2009)
- Ángel o demonio (Telecinco, 2011)
- La conspiración la luz de mafasca 2012 (TV movie) (TVE, 2011)
- La zona (2017)
- Brigada Costa del Sol (2019)
- Parot (2021)

### Altress
- Hienas (Sèrie web)

## Teatre
- La gaviota (2012) i Wit de Margared Edson (2005)